# Flo Maak
Flo Maak (* 1980 in Fulda) ist ein deutscher bildender Künstler und Fotograf, der in Berlin lebt und arbeitet. Von 2004 bis 2009 studierte er Freie Kunst an der Städelschule, Frankfurt/M. bei Prof. Wolfgang Tillmans ist Meisterschüler von Prof. Willem de Rooij.

## Lehre
Von 2013 bis 2016 war Flo Maak Professor of Fine Art Photography an der Chung-Ang University, Seoul, Südkorea.

## Werk
Maak arbeitet sowohl mit Fotografie wie auch anderen Medien. Von fotografischen Verfahren und Denkweisen ausgehend, erweitert der Künstler den Fotografiebegriff in den Raum sowie ins soziale Feld. Die Potentiale und mögliche Verschränkungen von Bildraum und Ausstellungsraum untersucht Maak sowohl in Einzelwerken wie auch installativen Gesamtzusammenhängen. Er reflektiert dabei nicht zuletzt den Digitalraum unseres Lebensalltags in eindrücklichen Hybriden zwischen klassischen Medien, Gattungen und neuen visuellen Oberflächen. Das Verhältnis zwischen Tier und Mensch, Mensch und Umwelt, sowie Natur und Kultur bildet hierbei immer wieder eine thematische Klammer seiner vielschichtigen künstlerischen Auseinandersetzungen. Dichotome Gegensätze wie >High< und >Low< oder >Natur< und >Kultur< werden dabei in Frage gestellt, unterlaufen oder in neuen Erfahrungsmodi miteinander verschränkt. Er eröffnet damit auch eine kritische Perspektive auf das Anthropozän und die Zerstörung unseres geteilten Lebensraumes. Einzelbilder platziert er teils in unterschiedlichen Werkgruppen und fügt diesen auch Jahre später noch neue Arbeiten hinzu. Hierdurch lotet er die Grenzen und Möglichkeiten von Repräsentationsstrategien im Fotografischen und darüber hinaus immer wieder neu aus.
Flo Maak arbeitet zunehmend auch in wechselnden Kollaborationen mit Künstlern wie Lasse Lau, Sascha Pohle oder Magdalena Emmerig, um soziopolitische Zusammenhänge auf ästhetischer Ebene zu erkunden. Hierbei entstehen unter anderem experimentelle Dokumentarfilme und multimediale Arbeiten, die auch performative Anteile integrieren.

## Einzelausstellungen
- 2021: Collected Stories, Bernhard Knaus Fine Art, Frankfurt am Main[1]
- 2019: Escribiendo lo publico, Goethe-Institut, Mexiko-Stadt, Mexiko[2]
- 2018: Friendly Patterns III (in collaboration with Sascha Pohle), Amsterdam; Niederlande
- 2017: Technologies of the Kitchen (in collaboration with Lasse Lau), Pro Arts, Oakland, USA
- 2017: The Doubled Non-Place (in collaboration with Jonas Kasper Jensen and Rebecca Ann Tess), Huset for Kunst og Design, Holstebro, DK
- 2017: Friendly Patterns II (in collaboration with Sascha Pohle), Bernhard Knaus Fine Art, Frankfurt am Main
- 2016: Friendly Patterns (in collaboration with Sascha Pohle), space one, Seoul, Südkorea
- 2016: Flo Maak, space 291, Seoul
- 2015: Bernhard Knaus Fine Art, Frankfurt am Main
- 2015: Flo Maak - Danger - Corner Art Space, Seoul, KR
- 2014: Flo Maak - Danger - Corner Art Space, Seoul, KR
- 2013: Flo Maak, Bernhard Knaus Fine Art, Frankfurt am Main
- 2013: Flo Maak:-graphie, von cirne, Köln
- 2011: Living in the Lobby, Bernhard Knaus Fine Art, Frankfurt am Main
- 2009: Nichts tun wie ein Biest, Bielefelder Kunstverein, Bielefeld
- 2009: Art Collection Deutsche Börse, Frankfurt am Main
- 2008: Trompe-l’œil Polizei, als Teil der Free Class Frankfurt, Frankfurter Kunstverein
- 2007: soft skills, in Zusammenarbeit mit Jeronimo Voss, haus nummer 11, Frankfurt am Main
- 2007: Durchschrift, Presse- und Informationsamt, Frankfurt am Main
- 2006: silent specters, JET, Berlin
- 2005: ohne Titel, Nomaden Oase, Hamburg

## Preise
- 2019: BangaloREsidency, Goethe-Institut Bangalore
- 2008: Stipendium, Frankfurter Künstlerhilfe
- 2006: Reisestipendium, Ermenegildo Zegna

## Werke in Sammlungen
- Deka Bank, Frankfurt
- Hessische Landesbank, Frankfurt
- Sammlung Loulakis, Frankfurt
- Sammlung Christian Boehringer, Ingelheim
- Sammlung Markus Kramer, Frankfurt
- Sammlung des Kantons Zug, Schweiz
- Sammlung zeitgenössischer Kunst der Bundesrepublik Deutschland